# 하인리히 1세
하인리히 1세 또는 하인리히 매사냥꾼왕(독일어: Heinrich der Finkler 또는 Heinrich der Vogler; 라틴어: Henricius Auceps) (873년 또는 876년 – 936년 1월 1일)은 912년부터 작센 공작, 919년부터는 독일 국왕이었다. 독일의 왕과 황제를 배출한 오토 왕가의 시조이며 프랑크 족이 아닌 최초의 독일 군주였다. 그는 일반적으로 중세 독일의 국가를 처음으로 열었던 첫 국왕으로 인정된다. 매 사냥을 즐겼으므로 매사냥꾼 왕 이란 별칭을 얻었다. 또한 그가 매 사냥을 하던 중에 왕으로 추대되었다 하여 매사냥꾼 왕이라는 별칭이 붙었다고 한다. 한편 꽃을 좋아한다 하여 꽃의 왕(The Plower)라는 별칭이 붙기도 했다. 그밖에 도시 건설왕이라는 별칭도 있다.
912년 아버지 오토의 뒤를 이어 작센공작이 되었고, 918년 아들이 없던 콘라두스 1세의 지명으로 왕위에 올랐다. 재임기간 중 로트링겐을 정벌하여 독일의 영토(로렌)에 편입시켰다. 로렌 정벌 이후 반발을 무마하기 위해 로트링겐의 왕이었던 기셀베르트와 협상, 기셀베르트에게 딸 마틸다를 주고, 기셀베르트를 로렌의 공작으로 임명하는 대신 기셀베르트는 하인리히의 종주권을 인정하게 되었다. 933년 헝가리인들의 침략을 격퇴하고 황제로 추대되었으나 이는 그의 대에 한한 것이었다. 그는 동프랑크 왕국 영토 동부에 요새를 건설하였고, 기병을 양성하여 군사력을 강화했다. 당시 왕권은 기초가 약했으며, 그는 재위 기간 중 동프랑크 내 귀족들의 반대와 반발에 직면하였다. 그러나 그는 전임자인 콘라두스 1세와는 달리 왕국 내에서의 권위를 행사하는 것은 포기하였다. 그는 자신의 직할 영지인 작센의 발전에 힘쓴 것이 지방 제후들의 호감을 사기도 했다.
죽기 전 그는 자신의 아들 오토 1세를 공동 국왕으로 선포하여 왕위를 성공적으로 계승시켰다. 한편 본부인의 아들 탕크마르는 철저하게 배제시켰다. 그는 처음으로 독일국 또는 독일인의 왕이라는 명칭을 사용하였다. 그는 자신이 설립하였으며 첫 부인 마틸다가 묻힌 크베들린부르크 수도원에 안치되었다. 그는 두 딸을 통해 서프랑크의 카롤링거 왕 루이 4세의 외할아버지이자, 위그 카페의 외할아버지가 된다.

## 생애

### 생애 초반

#### 출생과 가계
그의 출생년도는 다소 불분명하여 873년 또는 876년이다. 하인리히는 작센-안할트의 멤레벤에서 오토 1세와 그의 부인인 프랑켄의 헤드비가(바벤베르크 출신 하인리히 폰 프랑코니아와 인겔트루데의 딸)의 아들로 태어났다. 외할머니 인겔트루데는 에버하르트 프리울리와 프랑크의 기셀라의 딸로, 프랑크의 왕 루트비히 1세의 외손녀이며, 모계로 샤를마뉴의 증손녀였다.
그는 작센 공작 오토 1세의 아들이자 역시 작센 공작인 리우돌프의 손자로, 하인리히 1세의 아들 오토 1세는 작센 공작으로는 오토 2세가 된다. 어머니 헤드비가는 프랑켄의 하인리히 1세와 프리울리의 헤드비가의 딸로, 어머니 헤드비가는 이탈리아 프리울리 후작 에버하르트 1세와 프랑크의 기셀라의 딸이다. 어머니 헤드비가의 외할아버지는 프랑크 왕국의 경건왕 루트비히 1세이고, 외삼촌은 대머리 카를 2세였다.
그의 아버지 작센 공작 오토 일루트로스는 작센 공작인 리우돌프의 아들이었지만, 880년 2월 2일 자신의 형 브루노가 전투 중 사망하여 그 지위를 계승했다. 그의 할아버지 리우돌프 역시 작센의 공작이었다. 아버지 오토는 샤를마뉴에게 저항한 작센 공작 비두킨트 이후 몇대를 지난 뒤 작센의 공작이 되었다. 일각에서는 비두킨트는 그의 그의 아버지 오토의 할아버지뻘 혹은 증조부뻘 되는 친척으로 추정되지만 하인리히와 공작 비두킨트가 정확히 촌수로 어떤 관계인지는 알려지지 않았다. 한편 하인리히 1세의 증조부 브룬하르트(Brunhart)는 프랑크 왕국의 그라프를 역임하였다.
이후 그의 집안은 동프랑크의 카롤링거 왕조와 인척 관계를 형성하였다. 하인리히 1세의 고모이자 작센 공작 리우돌프의 딸 리우트가르트는 874년 동프랑크의 왕 루트비히 청년왕의 왕비가 되었다가 루트비히 사후 882년 슈바벤 공작 부르하르트 1세와 재혼했고, 부르하르트 2세의 어머니가 된다. 그의 누이이자 아버지 오토의 딸인 오타는 다시 동프랑크의 왕이자 황제이며 루트비히 청년왕의 조카 아르눌프 폰 케른텐의 서자 츠벤티볼트와 결혼했지만 역시 츠벤티볼트 사후 메츠 백작 제라르(Gerhard I, count of Metz)와 재혼하였다.
906년 그는 작센 백작이자 메르게부르크 백작 에르빈(Erwin)의 딸 하테부르크 폰 메르게부르크(Hatheburg von Merseburg)와 결혼하여 첫 아들 탕크마르를 얻었지만, 하테부르크가 첫 남편이 죽은 뒤 가톨릭 수녀가 되었다는 점 때문에 결혼의 합법성에 의문이 제기되었고, 결국 909년 결혼이 무효화되었다.
909년 겨울, 하인리히 1세는 하테부르크와 헤어지고, 곧 베스트팔리아 백작 테오도리히 또는 디트리히의 딸 마틸다 폰 링겔하임(Matilda von Ringelheim)과 재혼하였다. 열성적인 가톨릭 신자였던 두 번째 부인 마틸다는 사후 로마 가톨릭으로부터 성인으로 시성되었다. 하인리히가 비두킨트와 어떤 관계인지는 알려지지 않았지만, 그의 두번째 아내 마틸다 폰 링겔하임은 비두킨트의 5대손이 된다. 마틸다와의 결혼으로 그는 작센의 서부지역에도 영향력을 행사하게 된다. 마틸다는 그에게 오토 1세, 브루노, 바이에른 백작 하인리히 1세 등의 아들과 게르베르가, 헤드비가(또는 헤드비히) 등의 딸을 낳았다. 게르베르가는 하인리히의 생전 로렌의 공작 기셀베르트에게 결혼 동맹으로 시집보냈다가, 기셀베르트 사후 아들 오토 1세가 다시 서프랑크의 루이 4세에게 정략결혼으로 결혼시킨다. 다른 딸 헤드비가는 서프랑크 왕국의 로베르 1세의 아들이자 유력 귀족 위그 르 그랑에게 시집갔는데, 프랑스 카페 왕조의 첫 번째 왕 위그 카페가 하인리히 1세의 외손자가 된다. 마틸다는 크베들린부르크 수도원(Quedlinburg Abbey)을 설립하는데 여기에 훗날 마틸다와 하인리히 본인이 매장된다.
아버지 오토는 동프랑크 왕국의 유력 귀족으로 911년 유아왕 루트비히가 자녀 없이 사망하자, 동프랑크의 귀족들에 의해 왕으로 추대되었다. 그러나 아버지 오토는 강력한 경쟁자였던 프랑켄 공작 콘라트에게 자리를 양보하였다. 오히려 아버지 오토는 908년 무렵부터 튀링겐 지역으로 영향력을 확보하려 하였다.

#### 작센 공작

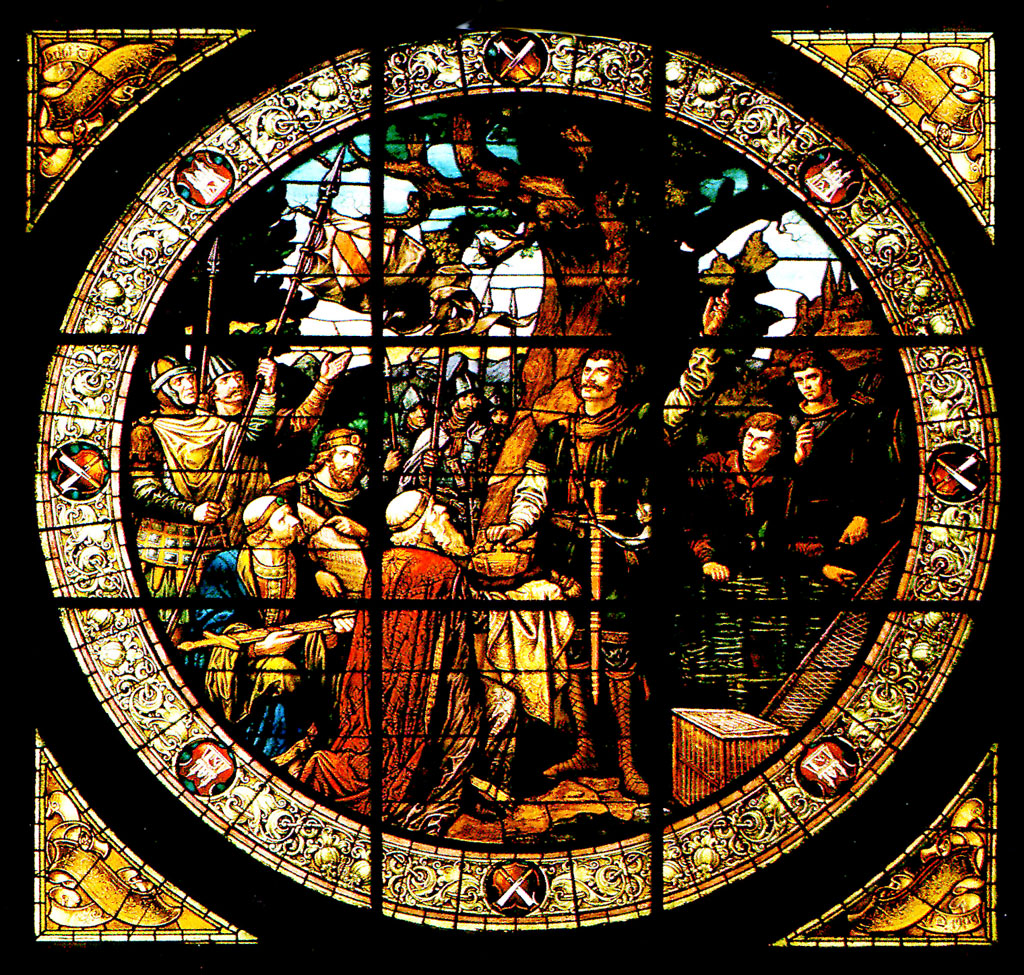
하인리히 1세 프레스코화
(독일 크베들린부르크 수도원)

912년 11월 30일 그의 아버지 오토가 죽자 영지인 작센을 물려받았다. 하지만 주변의 프랑켄 공작령과 수시로 충돌하였다. 그는 자신의 영지인 작센의 도시 정비와 영향력을 강화하는데 치중하였다. 아버지 오토가 소유하던 클로스터 평신도 수도원의 원장직을 이으려 했지만 클로스터 수도원장 직은 913년 2월 8일에 콘라두스 1세가 가져갔다.
그러나 콘라두스 1세는 재위기간 내내 귀족들의 반란에 시달려야 했다. 콘라트는 결국 917년 베르크톨드 등을 처형했고, 슈바벤의 부르크하르트는 형식적으로 복종하는 척 했다. 916년부터는 바이에른의 아르눌프와 자주 충돌했는데 918년 바이에른과의 전투에서 심각한 부상을 입고 콘라트는 죽게 된다. 죽기 직전에야 콘라트는 자신에게 아들이 없다는 점 등 취약점을 근거로 하인리히와 화해하고 그를 후계자로 지명한다.
918년 12월 23일 프랑켄 공작이자 동프랑크의 왕 콘라두스 1세가 사망하였다. 하인리히는 912년~915년 콘라두스 1세와 튀링겐 땅을 차지하는 일을 놓고 경쟁하다가 두 번 전쟁을 하였다. 그러나 마지막에 가서는 콘라두스 1세와 화해하게 된다. 한편 아들이 없던 콘라두스 1세는 자신의 동생 대신 하인리히를 차기 국왕으로 내정하고 사망했다. 작센 족 역사가 비두킨트에 의하면 콘라트는 죽음을 앞두고 왕의 상징인 휘장을 포기했다고 한다. 그리고 동생 에버하르트에게 하인리히를 후계자로 지명하고 이행할 것을 다짐받았다고 한다.
그는 프랑크 족 출신이 아닌 첫번째 군주였다. 그가 즉위함으로써 동프랑크의 군주는 프랑크족에서 작센 족으로 바뀌게 되었다. 그에 따라 후대의 학자들은 프랑크 왕국이 아닌 독일 왕국의 출발점을 하인리히 1세로부터 찾게 된다.

### 독일의 군주

#### 독일 군주로 즉위

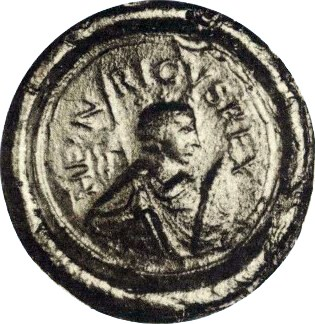
하인리히 1세의 동전 (927년)

그가 정식 독일의 군주로 즉위한 것은 919년 5월 6일이었다. 그 날 프랑켄과 작센의 국경인 프리츨라어에서 열린 회의에서 하인리히는 정식으로 왕으로 추대되었다. 이때 그를 선출한 제후들은 선제후가 되었으며, 이후 독일에서 왕을 선출하거나 형식적으로 선출할 때 선제후들이 참여하도록 정착되었다. 이어 후대에 가서 선제후에 보헤미아 공작 등이 추가되었다. 이때 볼테르에 의하면 그가 즉위하기 전 자신의 손에 올라온 매를 보여주었기 때문에 새사냥꾼 왕이라는 별명을 얻게 되었다는 전설을 기록으로 남기기도 했다.
그는 카롤링거 왕조의 일가는 아니었고, 단지 그의 고모가 동프랑크의 군주였던 소 루트비히의 왕비였던 적이 있었고, 그의 누나는 로타링기아의 왕 츠벤티볼트의 왕비였던 적이 있었다. 즉위 전 일부 귀족들로부터 마인츠의 대주교로부터 세례, 기름부음 의식을 받을 것을 권고받았지만 하인리히는 이것을 가치없는 짓이라며 거절했다. 그는 내 조상과 신들 앞에 나는 왕이라고 그렇게 임명될 것으로 예상한 것만으로도 충분하다고 답했다. 그러나 프리츨라어에서 소집된 회의에서는 작센과 프랑켄의 귀족들만이 절대 찬성했으므로, 그는 다른 지역 귀족들의 도전을 받아야 했다.

#### 즉위 직후의 혼란
특히 나쁜 공작 또는 악마 공작이라는 별명의 바이에른 공작 아르눌프 대머리와는 921년까지 두 차례에 걸쳐 전쟁을 하였다. 하인리히는 자신의 영지 중 라티스본을 바이에른 공작 아르눌프에게 양도하는 대신 자신을 왕으로 인정해줄 것을 요청했지만 바이에른 공작 아르눌프는 이를 거절했다.
919년 일부 귀족들은 바이에른 공작 아르눌프를 왕으로 선출하였다. 이후 두 차례의 전쟁 끝에 921년 바이에른을 격파하여 승리를 거두었다. 바이에른 공작 아르눌프는 자치권과 자신의 얼굴을 새긴 동전을 독자적으로 발행할 권리를 추가로 요구했고, 하인리히 1세는 이를 승인함으로써 전쟁은 종결되었다. 슈바벤의 부크하르트 2세도 하인리히 1세에게 일단 충성을 맹세했지만 계속 반발하였고, 하인리히 1세는 계속 다른 귀족을 슈바벤 공작으로 임명하려고 암암리에 시도하였다. 부크하르트 2세가 죽자 하인리히는 다른 귀족을 슈바벤 공작에 임명한다. 그밖에도 프랑크 족 역시 그를 국왕으로 인정하려 하지 않았다.
귀족들과의 불화는 그의 즉위의 정당성 및 왕국의 안정에 위협적이었고, 마자르 족의 잇단 침략에도 제대로 대응할 수 없었다. 920년대 내내 하인리히는 마자르 족의 거듭된 침략에 시달려야 했다.
그가 즉위하기 이전부터 동프랑크 왕국은 거의 무정부상태였다. 콘라두스 1세가 아들이 없어서 결국 동프랑크의 강력한 귀족 중 하나였던 하인리히를 후계자로 지명한 것이지만 슈바벤, 바이에른의 귀족들은 그에게 반발했고, 한동안 무정부상태였다. 그는 바이에른 등 일부 지역의 지지를 얻지 못했고 재위기간 내내 불안정했다. 즉위 직후 바이에른 공국과 전쟁을 벌였고, 하인리히는 자신이 주교를 임명할 능력이 있는 것을 들어 우위를 선점하려 했다. 바이에른 공작의 일부 권한을 인정하는 선에서 전쟁을 종료시켰지만 끝내 바이에른의 협력을 얻어내지 못했다. 결국 그는 무력으로 바이에른을 점령하였다.
920년 부활절에 하인리히 1세는 풀다 수도원을 방문했다. 여기에는 콘라두스 1세가 매장된 곳이었다. 하인리히는 자신이 독일인 왕 루트비히와 콘라두스 1세의 합법적 후계자임을 선언했다.
하인리히는 통치권을 행사하기에는 너무 미약했고, 그는 스스로도 왕국을 왕국이 아닌 공국과 제후들의 연맹체 또는 연합체 정도로 인식했다. 그는 재위기간 중 귀족들과 갈등하였다. 하인리히는 자신의 후임자들이 시도한 것처럼, 샤를마뉴처럼 관료를 파견하여 지방, 제후들을 통제하고 제국을 관리하려 하는 것은 포기했다. 대신 프랑켄 공국, 슈바벤 공국, 바이에른 공국 등의 자치권과 자율성을 승인하였다. 그는 종교적으로는 수도원과 교회의 설립을 장려하였지만 한편으로는 수도원, 교회의 공적 기능 행사를 억제하려 하였다.

### 이민족과의 전쟁

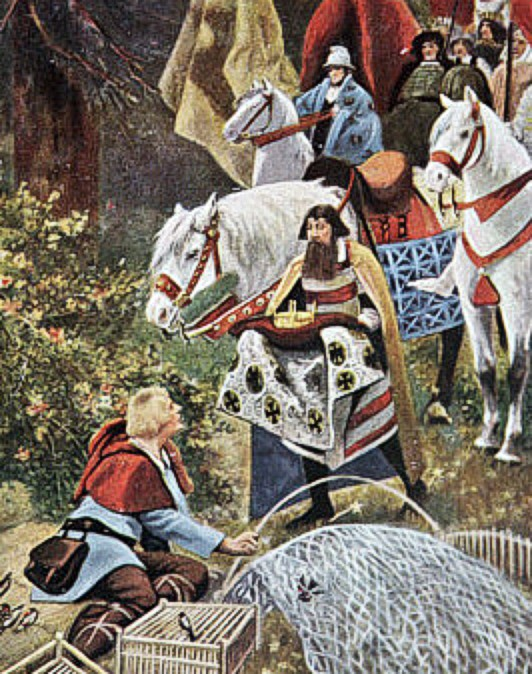
하인리히 1세의 사냥을 묘사한 그림

#### 서프랑크 왕국, 로타링기아와의 전쟁
920년 서프랑크의 왕 샤를 르 생쁠이 군사를 이끌고 보름스 근처 페더르스하임( Pfeddersheim)까지 쳐들어왔지만 하인리히 1세가 미리 군사를 준비해둔 것을 알고 퇴각하였다.
하인리히 1세는 911년 11월 7일 동프랑크를 대표해 서프랑크의 왕 샤를 르 생쁠과 만나 동맹, 협약을 체결하였다. 그러나 샤를 르 생쁠은 이를 어기고 로타링기아(로렌)에 대한 영유권 주장을 목적으로 쳐들어온 것이다. 한편 하인리히 1세는 샤를 르 생쁠이 로베르 1세에게 축출당하자 로타링기아를 차지하려고 군사를 일으켰다. 기회를 봤다가 923년 말, 하인리히는 두 번 라인강을 건너 로타링기아로 들어갔고, 924년 10월까지 로타링기아의 동부 지역은 하인리히의 영향력하에 남게 되었다.

#### 마자르 족
전임자인 콘라두스 1세는 마자르 족에게 공물로서 회유하여 되돌려보냈다. 그러나 하인리히는 마자르 족에게 공물을 더 이상 보내기를 원치 않았다. 912년부터 마자르 족은 계속 동프랑크를 침략해왔고 919년 하인리히 1세의 즉위식 직후에도 마자르 족이 동프랑크 왕국을 침공했다. 그런데 이때 슈바벤 공작 부르크하르트 2세는 하인리히를 도와주는 것을 거절했다. 부르크하르트는 내심 하인리히를 왕이 아닌 단지 공작 정도로 취급하였다. 하인리히는 부르크하르트 2세가 죽은 뒤 그의 아들 대신 헤르만을 슈바벤의 공작으로 임명하였다.
921년 마자르 족이 왕국의 동부와 이탈리아를 약탈하였다. 마자르 족의 상당한 병력에 대부분의 도시, 제후들은 패배했지만 일부 지역인 바이에른의 카란티아 후작령에서 에버하르트와 메란 백작(Count of Meran) 등은 마자르 족을 격파하는데 성공한다.
그러나 엘사스(Elsass, 현재의 알사스)의 백작 리우트프리트는 마자르 족과의 전투에서 크게 패배했고, 마자르 족은 계속 동프랑크 왕국을 침공하였다.
924년 동남부에 있던 마자르 족이 독일 영토를 침략하자 하인리히는 일단 그들에게 공물을 바치겠다 약속하여 되돌려보냈다. 동시에 이전에 포로로 생포했던 마자르 장군들을 넘겨주었다. 동시에 하인리히는 국내에 성곽을 쌓아 도시들을 요새화시키고, 기병대 양성 및 기병대에 대한 훈련을 강화하였다.

#### 로타링기아 공략
925년부터 로트링겐을 공략하여 928년 줄피히(Zülpich)에서 로트링겐 군대를 최종적으로 격파하고 로트링겐을 함락하는데 성공한다. 대신 그는 로트링겐의 왕이었던 기셀베르트에게 대신 자신의 가신으로 충성을 약속받고 로트링겐 공작 직위를 주고, 통치권을 인정하는 대신 대신 자신의 딸 게르베르가를 주어 반발을 무마시켰다. 하인리히는 910년 이후 잃어버린 다섯번째 영역을 다시 왕국의 영역으로 편입했다고 대대적으로 선전하였다. 928년 아들 하인리히를 바이에른 공작에 임명하였다.
마자르와 보헤미안, 모라비아, 바이킹 등이 동프랑크 왕국을 수시로 유린하는 가운데, 브란덴부르크안데어하펠, 마이센, 슐레스비히, 고타, 헤르포드, 고슬라, 크베들린부르크 등 작센 지역도 이들에 의해 유린되었다. 그의 측근, 봉신들은 그에게 군사 및 민병대, 군량 등을 제공하여 작센 지역에 침입한 이민족들을 몰아냈다. 그는 측근, 봉신들의 자치권을 인정하는 한편 그들에게 도시 헌장이라는 일종의 규약을 제시하였다.

#### 2차 마자르 공략
926년 하인리히는 군사를 이끌고 마자르 족을 공격, 마자르 족의 근거지인 헝가리를 들어가 926년 10월 마자르 족의 왕자를 사로잡고 마자르족에게 10년 간의 휴전을 얻어냈다. 동시에 마자르 족에게 공물을 바치겠다고 약속하였다. 동시에 하인리히는 요새 건설에 박차를 가하고 기병대 양성과 훈련을 강화한다.
926년 11월 보름스에서 회의를 소집하고 마자르 족의 침략에 대한 전국적인 전쟁 대비를 하도록 제후들로부터 약속을 받아냈다.
하인리히는 데인 족의 침략을 대비하여, 과거 켈트 족의 침략에 대비하기 위해 앵글로 색슨족이 도시를 요새화한 것을 참고하고 마자르 족과 슬라브 족의 침략을 대비하여 도시를 요새화하였다. 932년에 가서 하인리히는 마자르 족에게 공물을 보내는 것을 거부했다. 그러자 마자르 족은 다시 동프랑크 왕국을 쳐들어오게 된다.

#### 슬라브와의 전쟁
마자르 족과의 휴전을 얻어낸 직후 동쪽 국경 지대에 있던 슬라브 족이 침략하기 시작하였다. 그는 군사를 이끌고 슬라브 족의 하나인 폴라비안 슬라브 족(Polabian Slavs)의 영토를 점령하였다. 928년 겨울 슬라브계의 다른 부족인 헤벨리(Hevelli) 족이 차지하고 있던 브란덴부르크를 탈환하였다. 이후 골로마츠(Glomacze) 땅과 엘베강변까지 점령하고 슬라브 부족을 몰아냈고, 알브레히츠부르크와 마이센 성을 점령하였다.
928년 그는 폴란드 브란덴부르크에 있던 슬라브계 부족인 헤벨리족과 마이센의 달레민치족을 정복하고 독일에 복속시켰다. 928년 겨울, 슬라브 족이 다시 브란덴부르크를 약탈하였다. 이들은 [엘베강 중류에 있는 [글로마츠]]까지 침공하여 성인들을 모조리 죽이고 아이들을 노예로 잡아갔다. 작센 족 역사학자 비두킨트에 의하면 이때 하인리히는 위기에 직면했다 한다. 동시에 보헤미아에서도 독립하려는 움직임이 나타났다. 일단 하인리히는 바이에른의 아르눌프 등의 지원으로 퇴각하여 929년 프라하를 공략, 보헤미아의 벤첼 1세를 굴복시키고 공물을 바칠 것을 약속받았다. 그해 9월 28일 보헤미아의 벤첼 1세는 죽고, 벤첼이 죽자 바로 그의 형제 보로슬라프가 보헤미아족의 지도자 자리를 계승했다. 하인리히는 보로슬라프를 강제로 끌고 가 950년 여름까지 독일 군에 복무하게 했다.
929년 슬라브계 부족인 레다리 족은 자신들의 지도자를 살해하고 새 지도자를 선출한 뒤, 작센 안할트의 발스리빈을 공격하고 주민들을 학살했다. 백작 베른하르트와 테이마르(Thietmar)와 군사를 보내 레다리 족과 싸워 929년 9월 4일 렌젠 요새에서 고전 끝에 슬라브 족을 최종 격파했다. 슬라브 족을 최종적으로 격퇴한 뒤 하인리히는 슬라브 족에게 그리스도교로의 개종을 권고하였다. 그러나 슬라브 족은 이교도 신앙을 포기하는 것을 거절한다.
한편 슬라브족의 침공에 대해 그는 932년과 934년 친히 군사를 이끌고 엘베강을 건너 슬라브 족의 본거지인 동부지역 영토 밖을 진격하여 슬라브족들을 격파하고 영토에 보루를 설치하였다. 그는 영토 밖 동부지역의 이민족인 슬라브인, 마자르인의 침략과 북방의 데인족의 침입을 모두 성공적으로 격퇴하여 다른 제후들로부터 인망을 얻었다. 슬라브계 부족과 전쟁 중이던 928년부터 하인리히는 사자를 보내 마이센에 요새를 건설하게 했다.

### 리아드 전투에서의 승리
그러나 그의 왕권은 불안정했고, 동시에 이민족의 공격과 약탈이 계속되었다. 아들 오토 1세와 잉글랜드의 에디트의 결혼식을 계기로, 930년 하인리히 1세는 오토의 결혼식을 마친 뒤 아헨에서 오토가 자신의 적법한 후계자임을 선언했다. 동시에 프랑켄 공작을 비롯한 각처의 귀족들에게 동의하도록 설득하였다.
932년부터 마자르 족이 지도자 볼레스쿠(Bulcsú)와 하르카(harka)의 지도 하에 다시 영토를 침략하였다. 933년에 와서 하인리히는 9년의 협정 종료를 이유로 마자르 족에게 더 이상 공물을 보내지 않겠다고 통보했다. 마자르 족은 다시 동프랑크로 쳐들어왔고, 하인리히는 직접 기병대를 이끌고 독일 왕국을 침략한 마자르 족을 상대하여 운스타트 강변을 따라 튀링겐 북부 지역 일대에서 마자르 족을 맞서 싸웠다.
933년 3월 15일에 리아드 전투에서 마자르 족을 격파하고 승리를 거두었다. 리아드에서 승리를 거둔 하인리히는 933년 헝가리까지 내려가 헝가리 북부에서 마자르 족을 크게 부수고 승리를 거두었다. 또한 그는 독일 동부 지역을 침략한 슬라브 족을 엘베강변 및 기타 지역에서 격파하였다. 곧 그는 귀족들에 의해 황제로 추대되었지만 이것은 그의 대에 한한 것이었다.
933년에 마자르 족은 그에게 공물을 보내왔다.

### 생애 후반
934년에는 데인 족의 공격을 받아 직접 출정하였다. 데인 족은 바다 건너 프리슬란트의 해안가를 약탈했다. 데인 족은 이어 밴드 족과 연합해 하인리히의 작센 영지까지 공격했다. 같은 해인 943년 하인리히는 덴마크를 침공, 덴마크 왕 크누트 1세와 교전하였고, 슐레스비히에서 데인 족을 격파하는데 성공하고 슐레스비히를 독일의 영토에 편입시켰다. 동시에 그는 덴마크 족에게 그리스도교로 개종할 것을 약속받고 되돌아왔다. 이어 밴드 족의 영토까지 쳐들어갔다.
그는 군주의 권한을 강화하려 하는 한편 독일 내 후작급 반대파 귀족들을 설득했다. 하인리히는 독일을 국가라기보다 여러 부족 공작, 제후들의 연맹체로 생각했다. 따라서 독일 전체에 대한 통치권은 포기하고 종주권을 획득하는 선에서 그쳤다. 프랑켄 지역을 복속시키면서도 자치권을 인정하고 명목상의 권리만 행사했을 뿐이고, 슈바벤과 바이에른에게 자신을 지지할 것을 호소했다. 그러나 끝내 실패했고, 그는 919년 슈바벤 공작 부르하르트를 전쟁을 통해 굴복시켰지만 부르하르트에게 통치권과 민사행정권을 허락하고 종주권만을 인정받았다.
그는 자신의 왕국을 방어하는 한편 왕국 내에서의 권위를 얻기 위해 이탈리아 로마에 가고 싶어했다. 하인리히는 로마 지역의 정국 불안을 이용하는 한편 그의 무력에 의존하여 로마로 갈 수 있다고 판단했다. 또한 이탈리아의 정국 불안 역시 자신이 교황으로부터 황제관을 수여받는 절호의 기회라 생각했다. 그러나 갑작스러운 뇌졸중으로 이탈리아 방문은 실패하고 만다. 935년에는 하르츠로 사냥을 나갔다가 뇌졸중으로 되돌아왔다. 936년 초여름에 하인리히는 아들 오토 1세를 공동 통치자로 선언한다.
이탈리아로 갈 준비를 하던 도중 936년 2월 1일 그는 튀링겐의 멤레벤의 한 수도원에서 뇌졸중으로 사망했다.

### 사후
그는 자신의 사후 아들 오토 1세에게 자연스러운 승계를 위해 공동 국왕으로 선포했다. 아들 오토 1세는 아버지의 영향력에 의해 바로 독일 국왕으로 즉위했고, 이미 즉위한 상태에서 936년 8월 7일 아헨에서 마인츠 대주교의 집전 하에 즉위식을 진행하였다. 동시에 오토는 로트링겐, 슈바벤, 프랑켄 공작을 자신의 수행원 역할을 하게 한다. 하인리히는 크베들린부르크의 수도원에 매장되었다.
1848년 독일의 통일이 실패로 돌아가자 프리드리히 루트비히 요한을 비롯한 범독일주의자, 대독일주의자들은 그에게 독일의 모든 부족의 첫 실질적 통치자의 이미지를 부여하려 했다. 리하르트 바그너는 자신의 오페라 로헨그린(1850년작)에서 하인리히 1세를 캐릭터로 등장시켜 대중의 주목을 받으려 했다.
후에 아돌프 히틀러 및 나치당은 독일 민족, 독일 국가, 단독 게르만 국가의 기원을 찾으려 하였고, 그 게르만 국가의 기원을 하인리히 1세와 그의 아들 오토 1세에게서 찾으려 하였다.
나치 당원이었던 하인리히 히믈러는 자신이 하인리히 1세의 환생이라는 주장을 하기도 했다. 하인리히 히믈러는 매년 7월 2일 그의 사망일을 기념하여 추도행사를 하기 위해 크베들린부르크를 여러 번 방문했다. 히믈러는 그를 최초의 "게르만인의 왕"으로 규정하고, 하인리히의 무덤을 독일 국민들을 위한 순례지로 선언했다. 1937년에 그의 관은 개봉되어 새로운 석관에 안치되었다.

## 가계
- 부왕 : 오토(Otto the Illustrious, 851~912), 작센공

- 왕비 : 링엘하임의 마틸다, 성녀 마틸다
  - 아들 : 오토 1세(Otto I the Great) 작센 공작, 독일왕, 이탈리아왕, 신성로마황제
  - 며느리 : 유디트(잉글랜드의 이디스)
    - 손자 : 리우돌프
    - 손녀 : 리우트가르트
    - 손녀사위 : 콘라트 적왕

  - 며느리 : 아델하이트(이탈리아의 아델라이데), 이탈리아왕 로타리오 2세의 미망인
    - 손주 : 오토 2세
    - 손주며느리 : 테오파노, 비잔틴의 황녀
      - 증손자 : 오토 3세

  - 장녀 : 헤드위제(Hedwige of Saxony, 910~965)
  - 사위 : 대 위그(Hugh the Great, 898~956)
    - 외손자 : 위그 카페

  - 차녀 : 게르베르가(Gerberga of Saxony, 913~984)
  - 사위(초혼) : 기셀베르트(길베르트?,Gilbert,890~939), 로트링겐의 왕, 로렌을 점령한 뒤 무마책으로 딸을 주고, 로렌의 공작(Duke of Lorraine)으로 임명
  - 사위(재혼) : 루이 4세, 해외왕 루이(Ludovicus Ultramarinus, Louis d'outremer, 920~954), 서프랑크의 왕
    - 외손자 : 로테르 2세(Lothair II of France, 941~986), 서프랑크의 왕(954~986)

  - 차남 : 바이에른 공작 하인리히 2세(Henry I?, 919~955) 바이에른의 공작(Duke of Bavaria, 948~955)
    - 손주 : 바이에른 공작 하인리히 3세, 황제 하인리히 2세의 아버지

  - 삼남 : 브루노(Bruno the Great , 925~965)는 퀼른(Cologne)의 대주교

## 기타
그의 황제 칭호는 하인리히 1세 당대에서 끝났다. 하지만 그의 황제 직위 추대를 놓고 프랑크족이 평소부터 바라던 것으로, 로마와는 관련이 없는 제국에 대한 염원이었다는 시각이 있다. 생애 후반 그는 이탈리아의 로마를 방문하려 했고, 935년 뇌졸중에 걸렸지만 이탈리아 방문을 시도하던 도중 이듬해 사망하였다.

## 같이 보기
- 오토 왕조
- 오토 1세